# روي راي
روي راي (بالإنجليزية: Roy Ray)‏ هو سياسي أمريكي، ولد في 16 يوليو 1939 في آكرون في الولايات المتحدة. حزبياً، نشط في الحزب الجمهوري.